# 伊澤柾樹
伊澤 柾樹（いざわ まさき、2001年3月6日 - ）は、日本の俳優。
個人事務所Mois production所属。元ヒラタオフィス・テアトルアカデミー・劇団コスモス所属。

## 出演

### 映画
- ぼくのおばあちゃん（2008年12月） - 村田智宏（幼少） 役
- わさお（2011年3月） - 田川アキラ 役
- 瀬戸内海賊物語（2014年5月、松竹） - 二階堂学 役

### テレビドラマ
- 夫婦道 第2話（2007年、TBS）
- 月曜ゴールデン「税務調査官・窓際太郎の事件簿16」（2007年10月1日、TBS） - 田辺渉 役
- 世にも奇妙な物語'08春の特別篇〜フラッシュバック（2008年、フジテレビ） - 大石力 役
- ぼくの妹 第1話（2009年、TBS）
- ゴッドハンド輝 第4話（2009年、TBS） - 皇海斗 役
- JIN-仁- - 喜市 役
  - JIN-仁-（2009年10月11日 - 12月20日、TBS）
  - 開局60周年記念ドラマ JIN-仁- 完結編（2011年4月17日 - 6月26日、TBS）
- 水戸黄門 第41部（2010年4月 - 6月、TBS） - 新吉 役
- 獣医ドリトル 第1話（2010年10月17日、TBS）六村徹 役
- 新春東京ツアー どえりゃあ婆ちゃん探偵団〜湯けむりパラダイスの怪事件〜（2011年1月4日、フジテレビ） - 日比野つばさ 役
- 熱中時代（2011年4月9日、日本テレビ） - 近藤守 役
- クルマのふたり〜TOKYO DRIVE STORIES 第5話「クルマの中のクリスマス」（2011年12月17日、TwellV） - 野上俊平 役
- たぶらかし-代行女優業・マキ- 第9・10話（2012年5月31日・6月7日、読売テレビ） - 南川隆久 役
- 守護神・ボディーガード 進藤輝 （2012年6月11日、TBS） - 南颯太 役
- 浪花少年探偵団（2012年7月2日 - 9月17日、TBS） - 福島友宏 役
- ボクの妻と結婚してください。（2015年5月10日 - 6月14日、BSプレミアム） - 三村陽一郎 役
- お迎えデス。 第6話（2016年5月28日、日本テレビ） - 上原真之介 役
- 大河ドラマ 西郷どん（2018年、NHK） - 有馬新七（幼少） 役

### バラエティ
- オールスター感謝祭助っ人として出演。

### CM
- 旭化成 サランラップ
- NTT DENPO
- すかいらーく バーミヤン（2010年）
- 花王 クイックル・ハンディ